# Ochodaeus tonkineus
Ochodaeus tonkineus is een keversoort uit de familie Ochodaeidae. De wetenschappelijke naam van de soort is voor het eerst geldig gepubliceerd in 1952 door Balthasar.